# Slätmossen

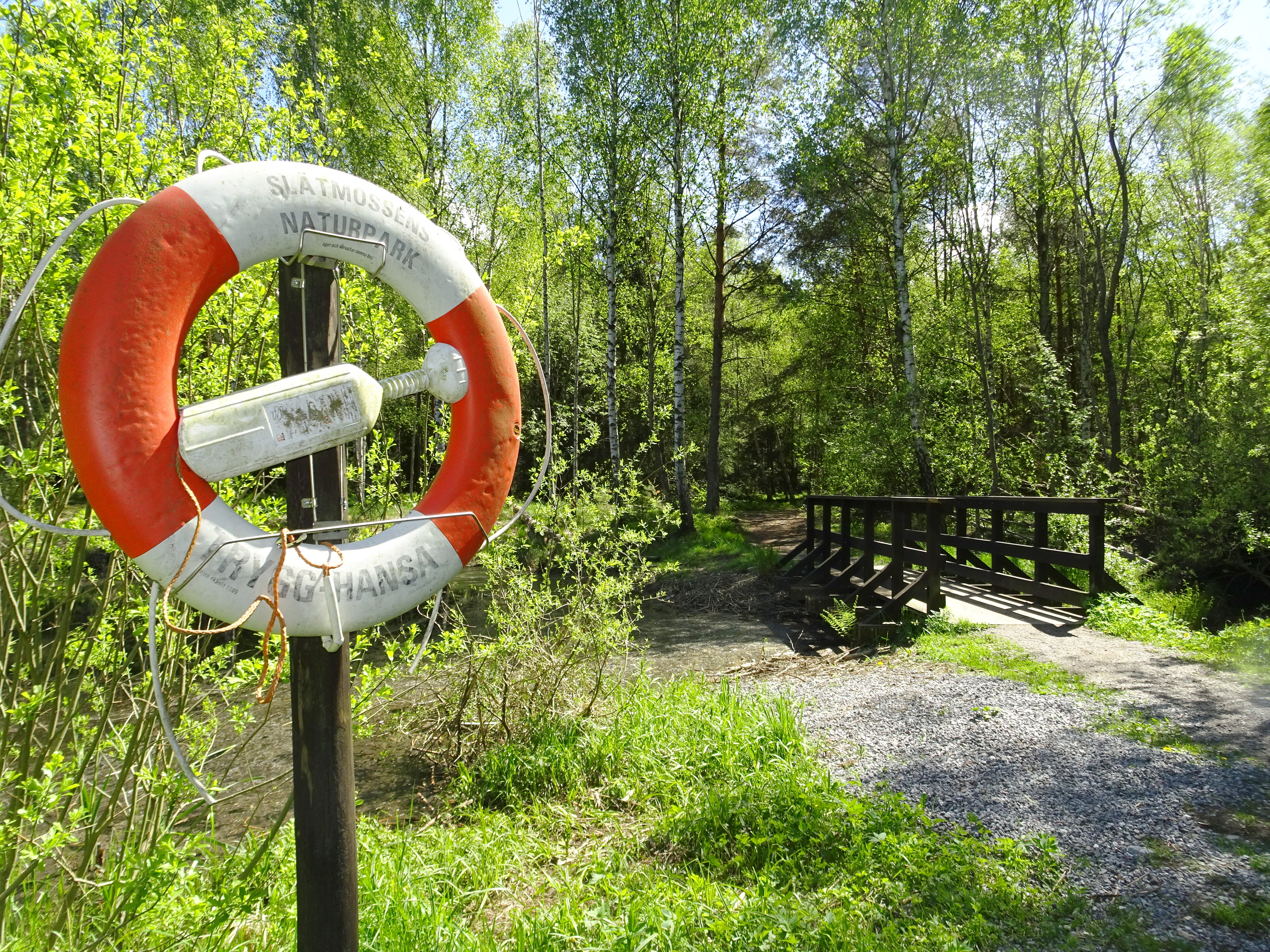
Slätmossens naturpark, bro över Kvarnbäcken, maj 2021.

Slätmossen är ett våtmarksområde i kommundelen Handen i Haninge kommun, Stockholms län. På Slätmossen bröts torv under första och andra världskriget. År 2000 omgestaltades mossen av kommunen till Slätmossens naturpark som invigdes i juni 2001. I Slätmossen har Kvarnbäcken sin källa. Slätmossen är utpekad av kommunen som kulturhistoriskt värdefull gällande kulturmiljöprogrammet.

## Läget
Slätmossen är en del av den stora mossen som sträckte sig mellan dagens Handen och Jordbro och sedan mot nordost ända bort till Brandbergen. Den idag 60 000 kvadratmeter stora mossen begränsas i öster av riksväg 73 (motorvägen mellan Stockholm och Nynäshanm), i väster av gamla Nynäsvägen, i söder av Jordbrolänken och i norr av bostadsområdet ”Slätmossen”.

## Historik

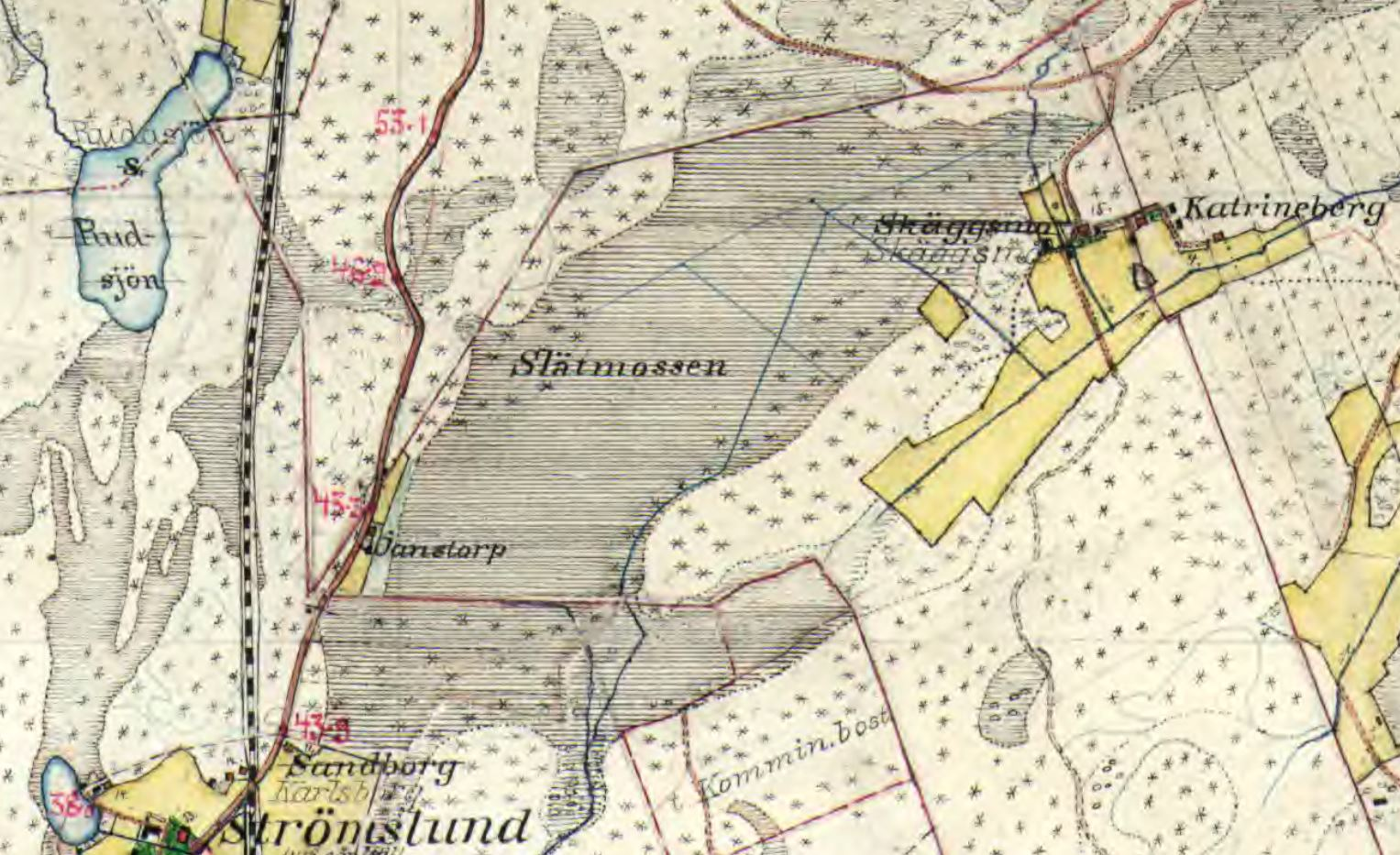
Slätmossen 1901.

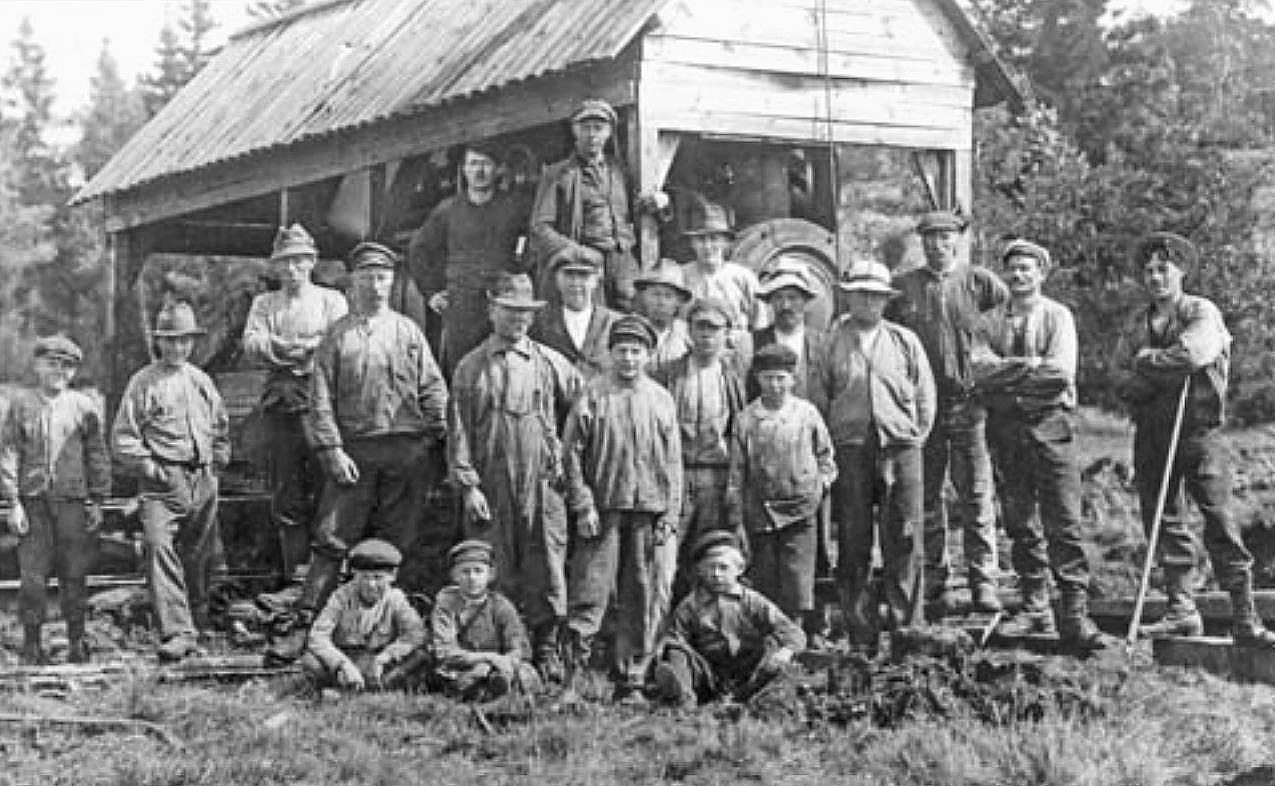
Arbetslag vid Slätmossen, 1919.

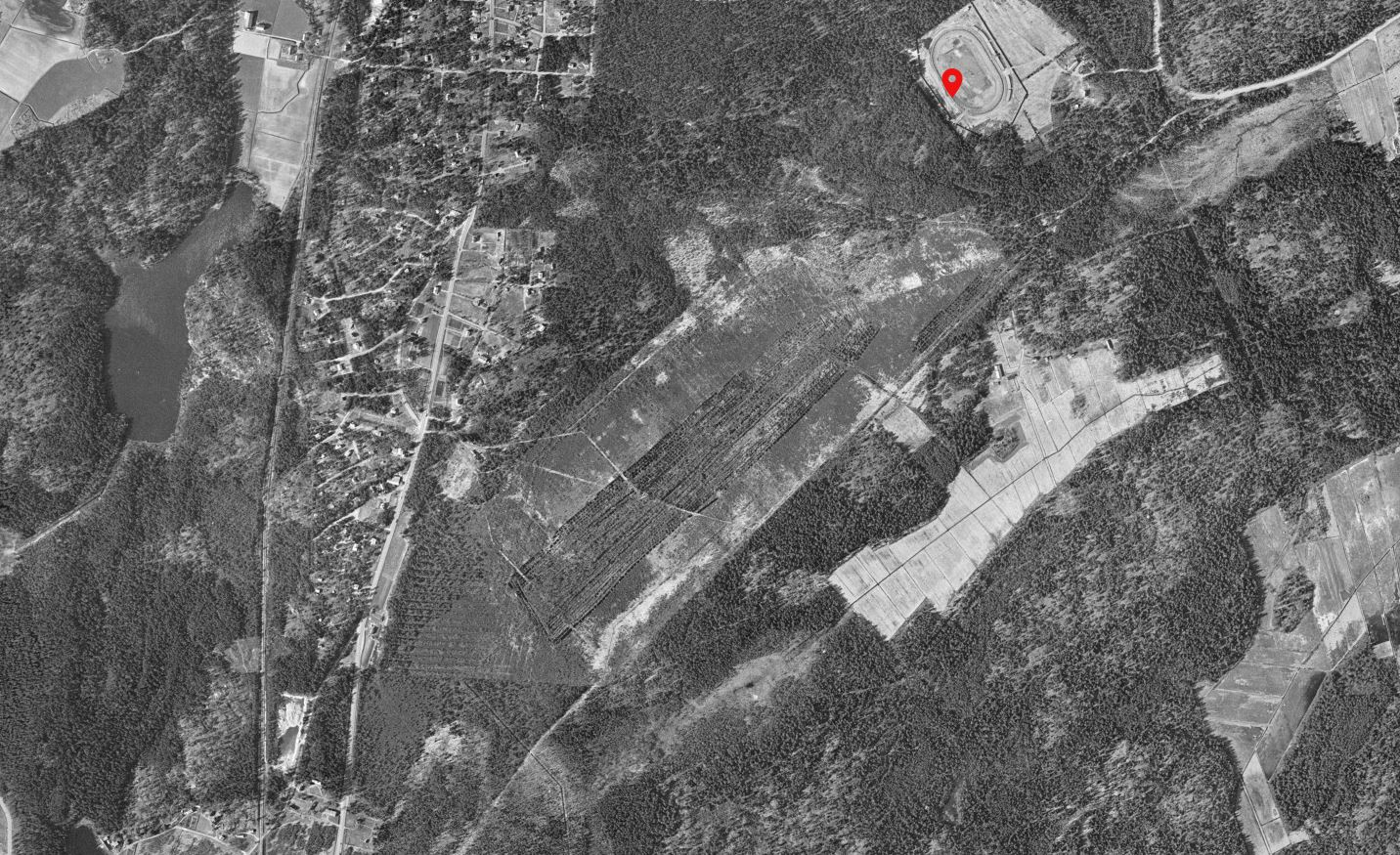
Slätmossen på !960-talet. Den röda taggen pekar på Södra Motorstadion (dagens Torvalla sportcentrum).

Namnet "Slätmossen" har sin bakgrund troligen i att den uppfattades som slätt, platt och utan holmar eller träd. Mossen gav även namn åt torpet Slätmossen som låg strax öster om nuvarande Torvalla sportcentrum där motorvägen nu drar förbi. 1906 avsöndrades Slätmossen från stamfastigheten och såldes till en handlare för trädgårdsprodukter. Förmodligen planerade han torvbrytning. Om den kom igång är dock oklar. 
År 1918 såldes mossen igen, nu till Ernst August Frithiof Olsson, kolhandlare och direktör i Olaus Olssons kolimportaktiebolag. Han importerade kol från Storbritannien och började torvbrytning i Slätmossen 1918. I och med utbrottet av första världskriget blev det brist på stenkol och priset på kol steg kraftigt. En av anledningar till torvbrytning var också att använda torv som bränsle för Nynäsbanans ånglok som ersättning för en dyra stenkolen. 1920 sålde Olsson mossen till Trafik AB Stockholm-Nynäs som fortsatte brytningen fram till 1925. År 1932 såldes Slätmossen till Stockholm-Nynäs Järnvägs AB. Mellan åren 1926 och 1939 var verksamheten nedlagd men kom igång igen under andra världskriget.
Torven togs upp, styckades i bitar, torkades och transporterades ned till Handens järnvägsstation. Vid stationsområdet låg en torvficka, ett slags mellanlager för torven från Slätmossen. Det fanns även en decauvillejärnväg kallat ”mosspåret” som gick dels runt området, dels in i mossen. Utöver den smalspåriga decauvillejärnvägen kom även en linbana till användning. Torvbrytningens knutpunkt bestående av torvlada, kontor, garage och arbetarbaracker låg nära Nynäsvägen. Arbetet i mossen pågick huvudsakligen sommartid och de som slet här var tillfällighetsarbetare, men även hemmafruar som kupade torven för en liten extrainkomst till familjen. 
Under sommarloven förekom visst barnarbete när tio- och elvaåringar samlade in torvspillror. En person som under kort tid i sin ungdom arbetade i Slätmossen var författaren Ivar Lo-Johansson. Upplevelsen satt sina spår bland annat i den självbiografiska romanen Analfabeten från 1951.
Sommaren 1948 (enligt en källa 1946) upphörde torvbrytningen på Slätmossen. Efter ytterligare några ägarbyten blev Haninge kommun ägare till området år 1969. På flygfotografier från 1960-talet syns fortfarande ärren i form av parallella vattenfyllda diken, avskilda av decimetertjocka mellanväggar, som torvupptagningsmaskinen efterlämnat. Kvar efter brytningen är också lämningar av decauvillejärnvägens banvallar och hårdgjorda ytor för uppställning av tyngre maskiner och platser för byggnader som kontor, torvlador, bodar och garage. Av maskiner eller byggnader är inget längre bevarat.

## Slätmossens naturpark
{{Maplink|ram=ja|rambredd=250|ramhöjd=200|ramjustering=left|text=Utsträckningen av Slätmossens naturpark och Sörmlandsledens sträckning genom området mellan väg 73 i öster och Gamla Nynäsvägen i väster.
|rå={
```
 "type": "FeatureCollection",
 "features": [
   { "type": "Feature",
     "properties": {"stroke": "#555555","stroke-width": 2,"stroke-opacity": 1,"fill": "#55FF55","fill-opacity": 0.3},
     "geometry": {"type": "Polygon","coordinates": [
          [[18.1395435,59.1559770],[18.1383955,59.1540357],[18.1405091,59.1537551],
           [18.1482231,59.1541237],[18.1509482,59.1545748],[18.1549715,59.1567091],
           [18.1564307,59.1585737],[18.1556797,59.1590192],[18.1514954,59.1592227],
           [18.1484484,59.1589422],[18.1395435,59.1559775]]]}
   },
   { "type": "Feature",
     "properties": {"stroke": "#ED6A29","stroke-width": 3,"stroke-opacity": 1},
     "geometry": {"type": "LineString","coordinates": [
         [18.1577423,59.1603392],[18.1570449,59.1604259],[18.1566452,59.1601302],
         [18.1565406,59.1600780],[18.1564494,59.1600532],[18.1564253,59.1600120],
         [18.1562939,59.1599364],[18.1560042,59.1598154],[18.1554597,59.1597150],
         [18.1548643,59.1594565],[18.1540435,59.1592860],[18.1531825,59.1592599],
         [18.1518468,59.1591251],[18.1515464,59.1591567],[18.1495428,59.1589780],
         [18.1486389,59.1588171],[18.1480380,59.1587910],[18.1476411,59.1587181],
         [18.1461203,59.1581584],[18.1445538,59.1575259],[18.1438082,59.1571051],
         [18.1428024,59.1566926],[18.1424161,59.1565262],[18.1413620,59.1561727],
         [18.1397983,59.1554398],[18.1386047,59.1551414],[18.1383204,59.1551716],
         [18.1372046,59.1554054],[18.1358662,59.1556873],[18.1352627,59.1558922],
         [18.1351178,59.1559115],[18.1350749,59.1557959],[18.1349194,59.1555622],
         [18.1345975,59.1552734]
       ]
     }
   }
 ]
```

}
}}

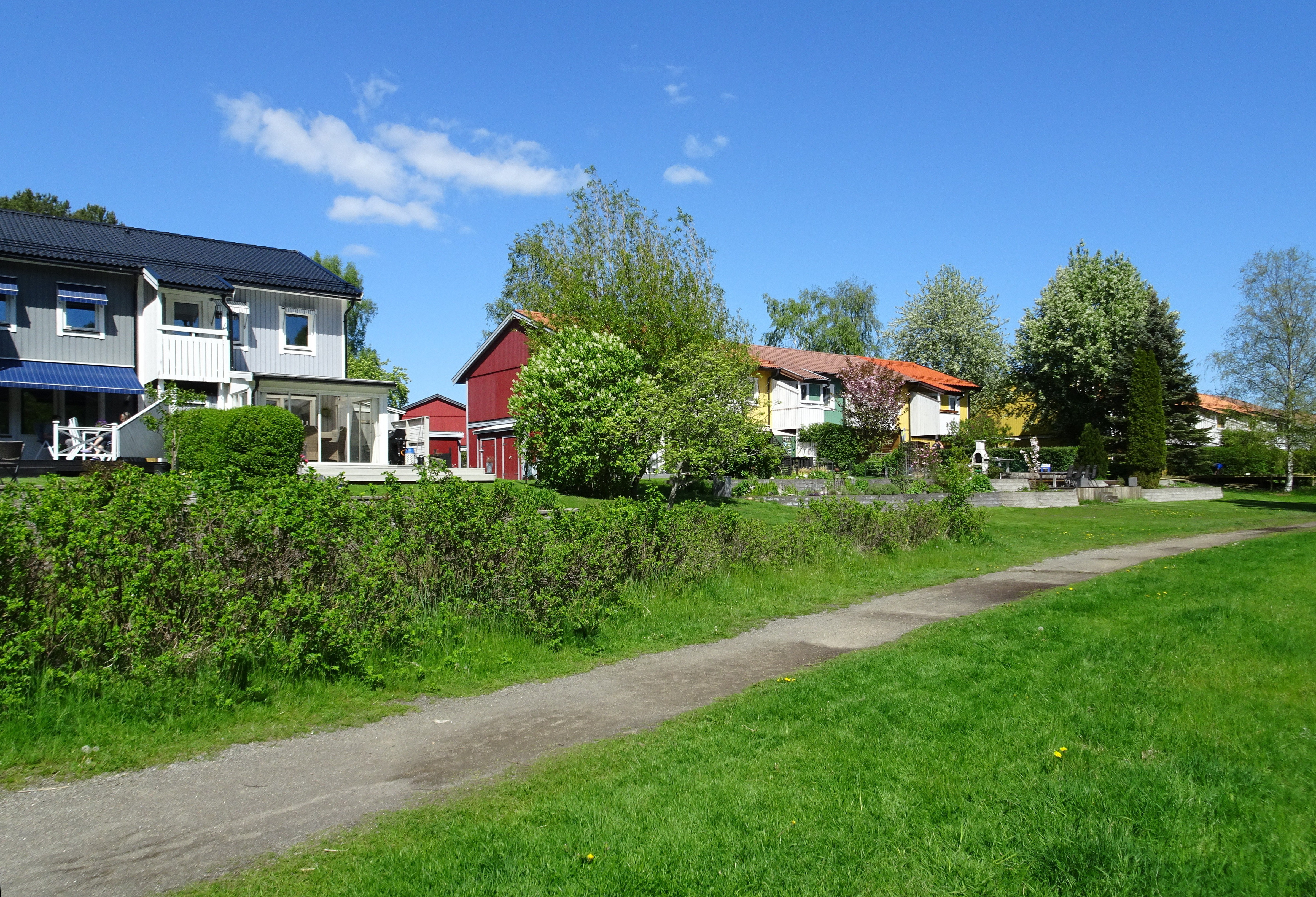
Sörmlandsleden med Slätmossens radhusområde i fonden, maj 2021.

För området norr om Slätmossen fastställde dåvarande Österhaninge landskommun en generalplan 1968. När Slätmossens bostadsområde med flerbostadshus uppfördes på 1970-talet fylldes delar av mossen och de vattenfyllda diken igen. De utgjorde risk för lekande barn och man befarade även dimma och dåligt lukt. Ytterligare delar av mossen försvann när radhusområdet Slätmossen byggdes på 1980-talet.
År 1998 tog en projektgrupp i Haninge kommun fram ett förslag till Slätmossens naturpark. Den forna mossen skulle byggas om till ett stort, naturligt reningsverk för stora delar av Handens dagvatten och samtidigt bli ett ströv- och rekreationsområde och en naturpark för stadsdelens invånare. Projektet finansierades delvis genom statliga medel för projektets dagvattendel. Beställare var tekniska kontoret vid Haninge kommun och projektör var J&W samhällsbyggnad. Samtliga byggarbeten utfördes av kommunens i egen regi med eget folk. Anläggningsarbetena började i januari 2000 och invigningen skedde den 15 juni 2001.
Genom Slätmossen rinner årligen omkring 300 miljoner liter dagvatten som på ett naturligt sätt renas i flera steg. Från inloppet i nordost passerar dagvattnet flera dammar innan det rinner ut som Kvarnbäcken i sydväst. Då har vattnet renats från ungefär hälften av de föroreningar som fanns från början. Kvarnbäcken sträcker sig söderut genom norra Jordbros centrala delar och sedan öster om Jordbros södra delar samt under riksväg 73 där den förenas med Husbyån som i sin tur mynnar ut i Blista fjärd i Östersjön vid Årsta slott.
Genom Slätmossens naturpark sträcker sig flera promenadstigar med en sammanlagd längd på 2,9 kilometer. Längst i norr går en 1,4 kilometer lång del av Sörmlandsleden. Avsnittet är samtidigt en del av den 7,9 kilometer långa Hälsans stig runt Handen. Längs stigarna finns gott om utsikts- och rastplatser.

### Bilder

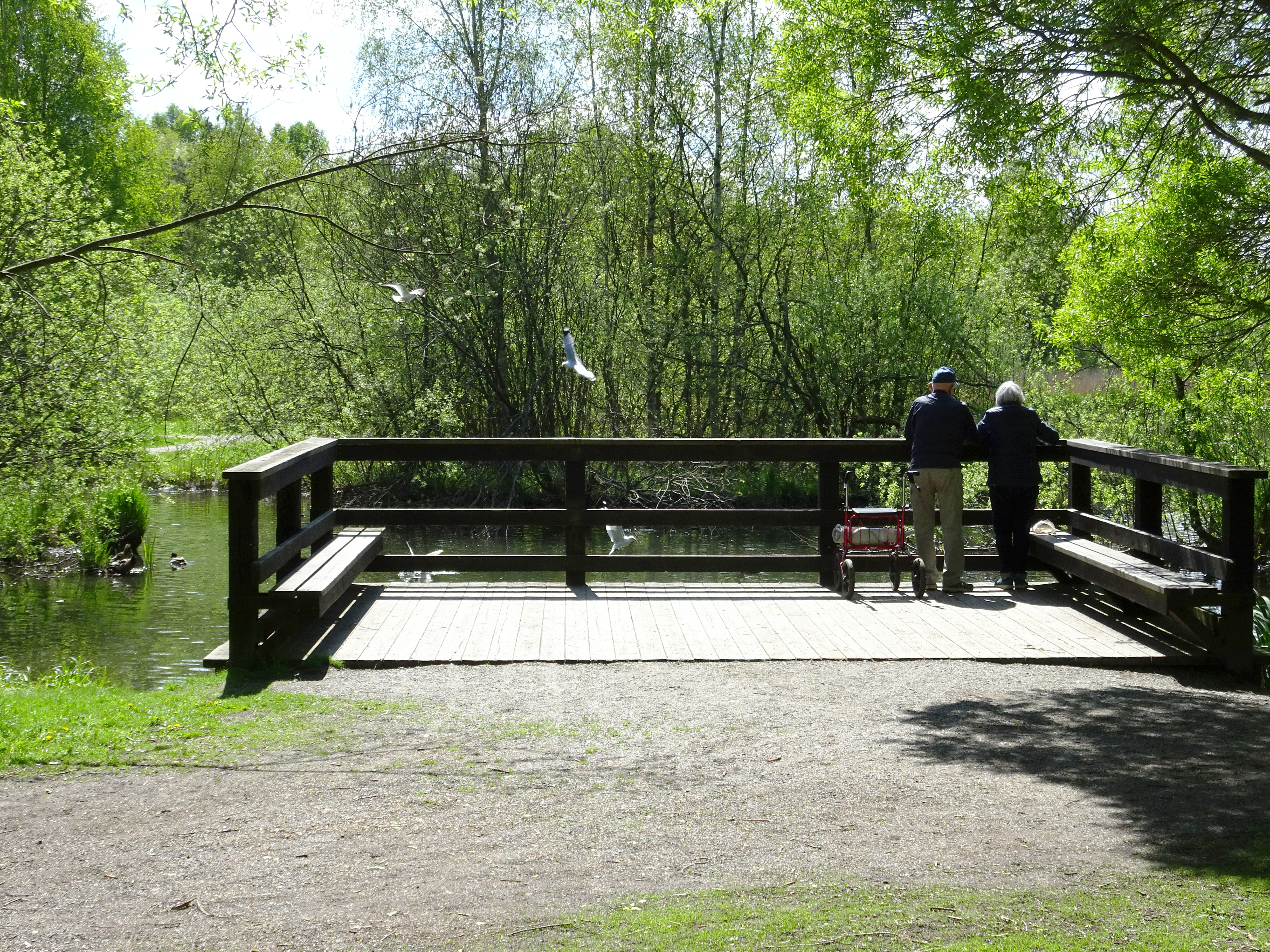
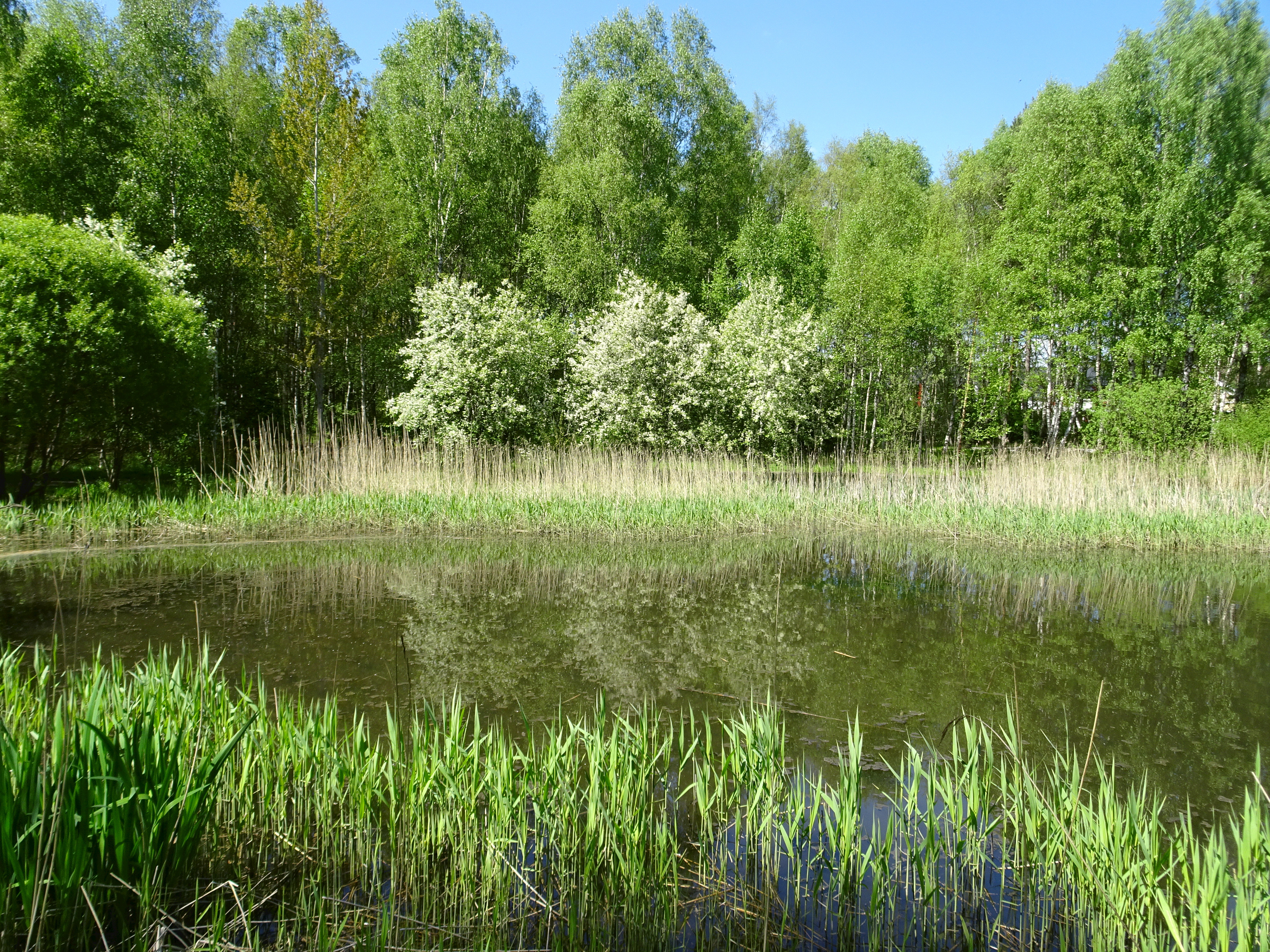
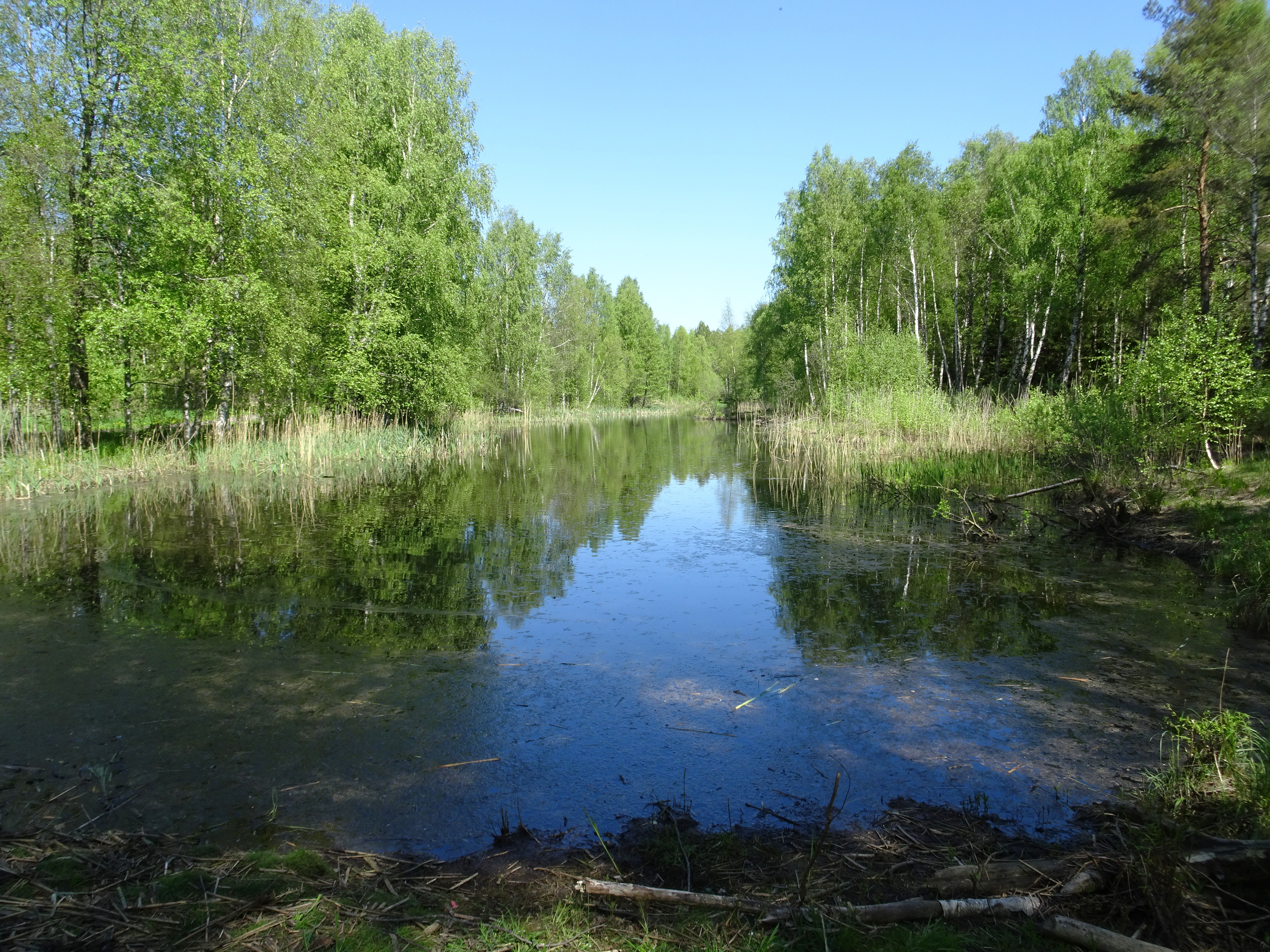
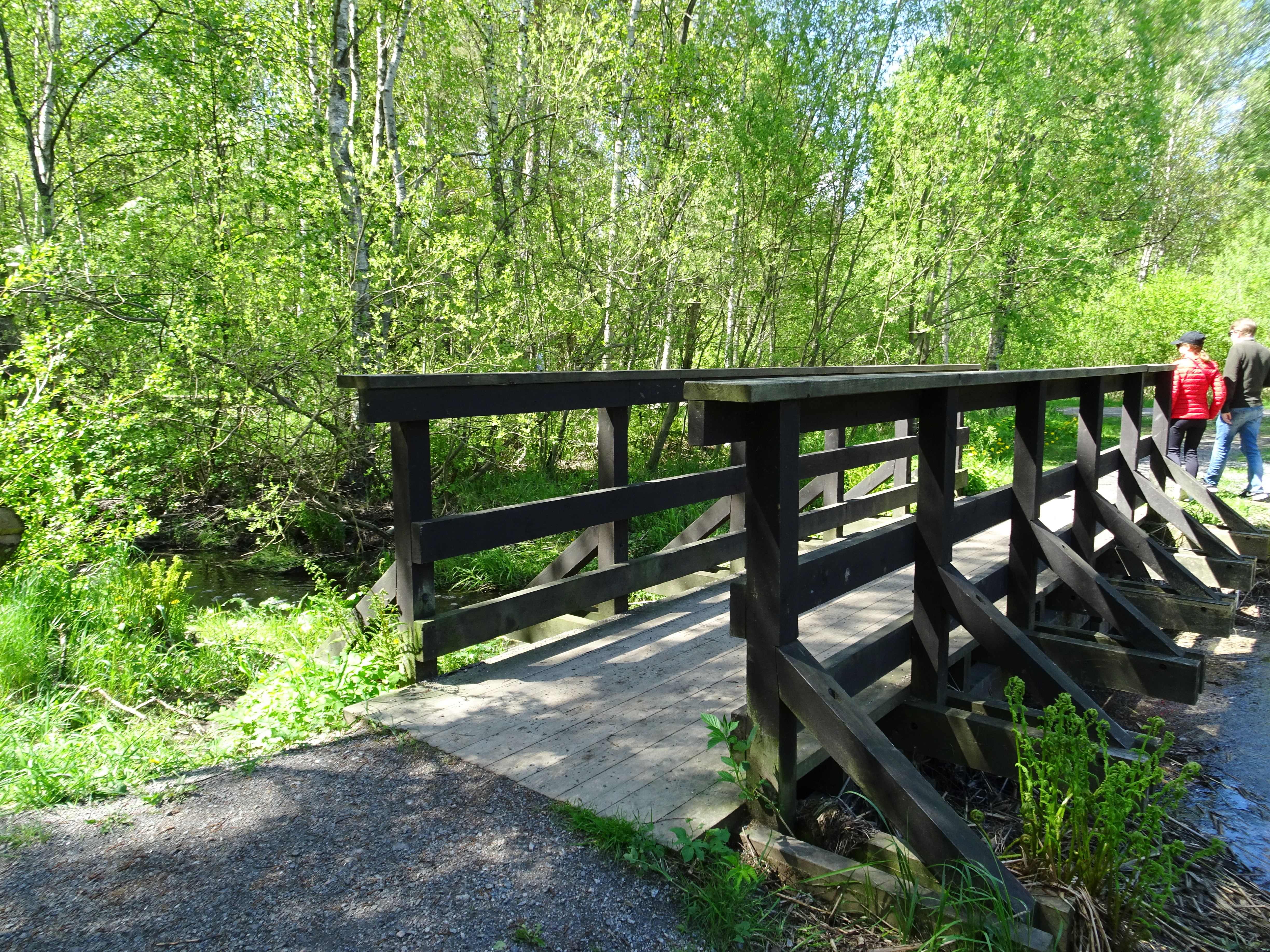

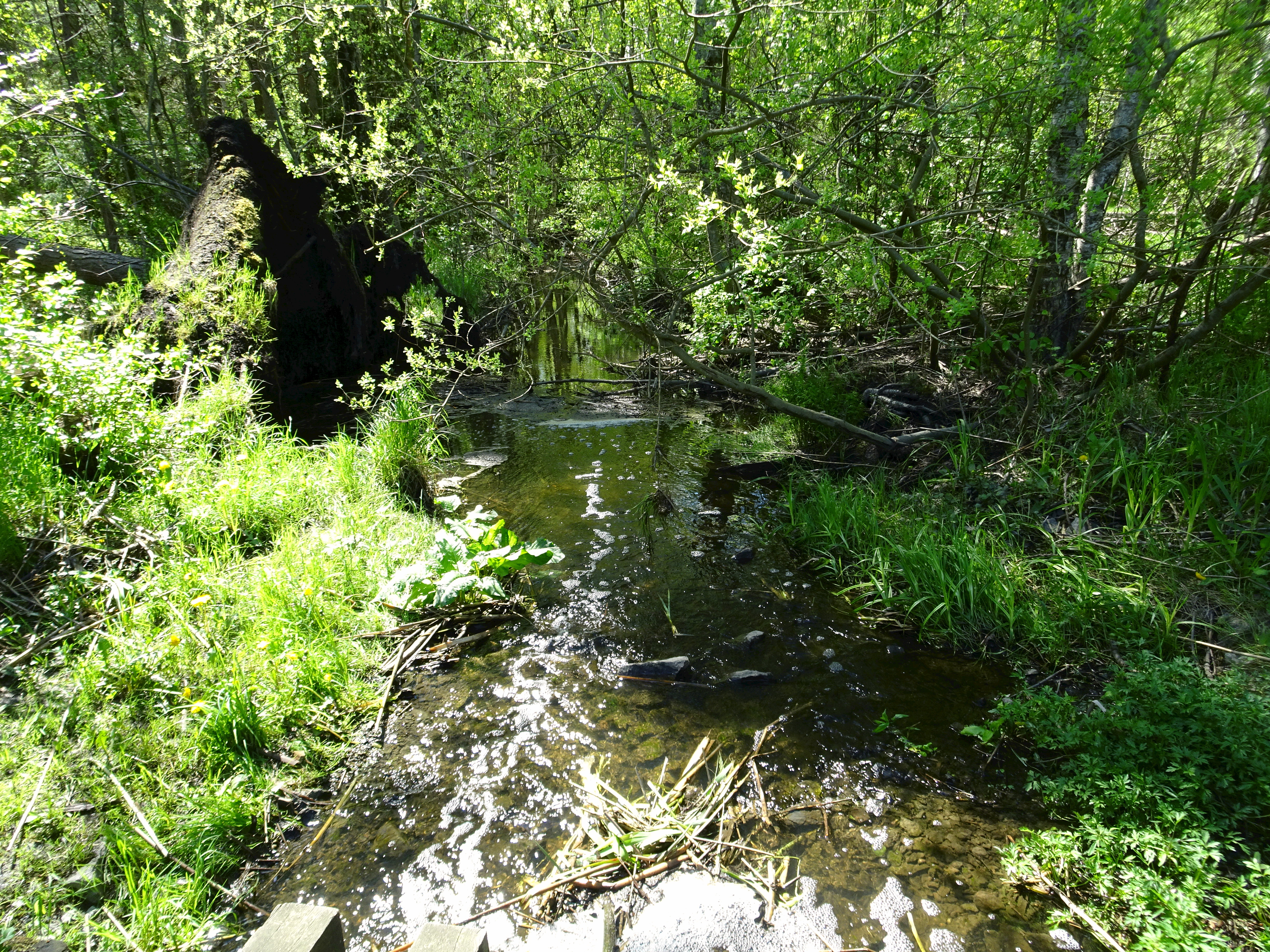
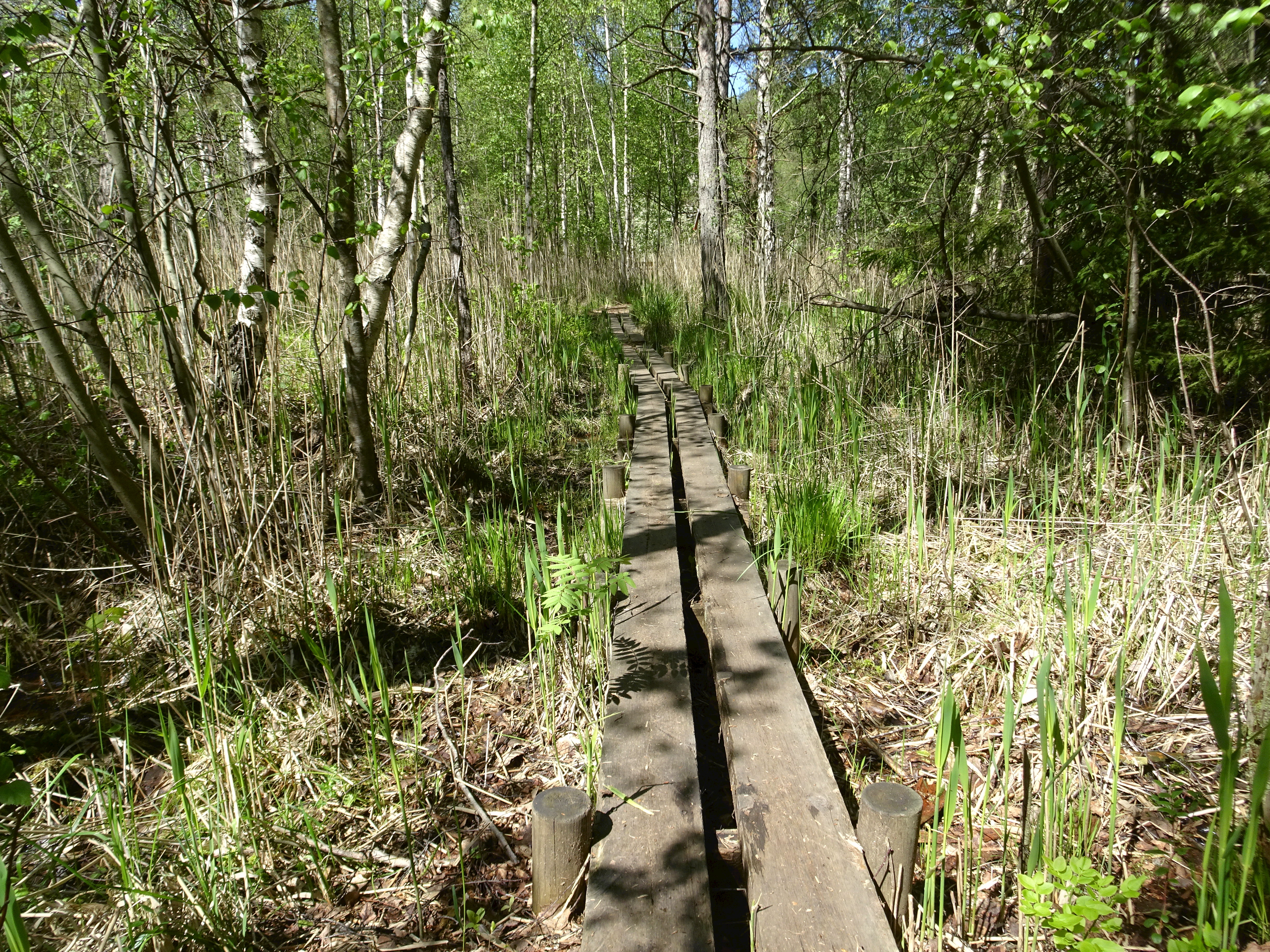
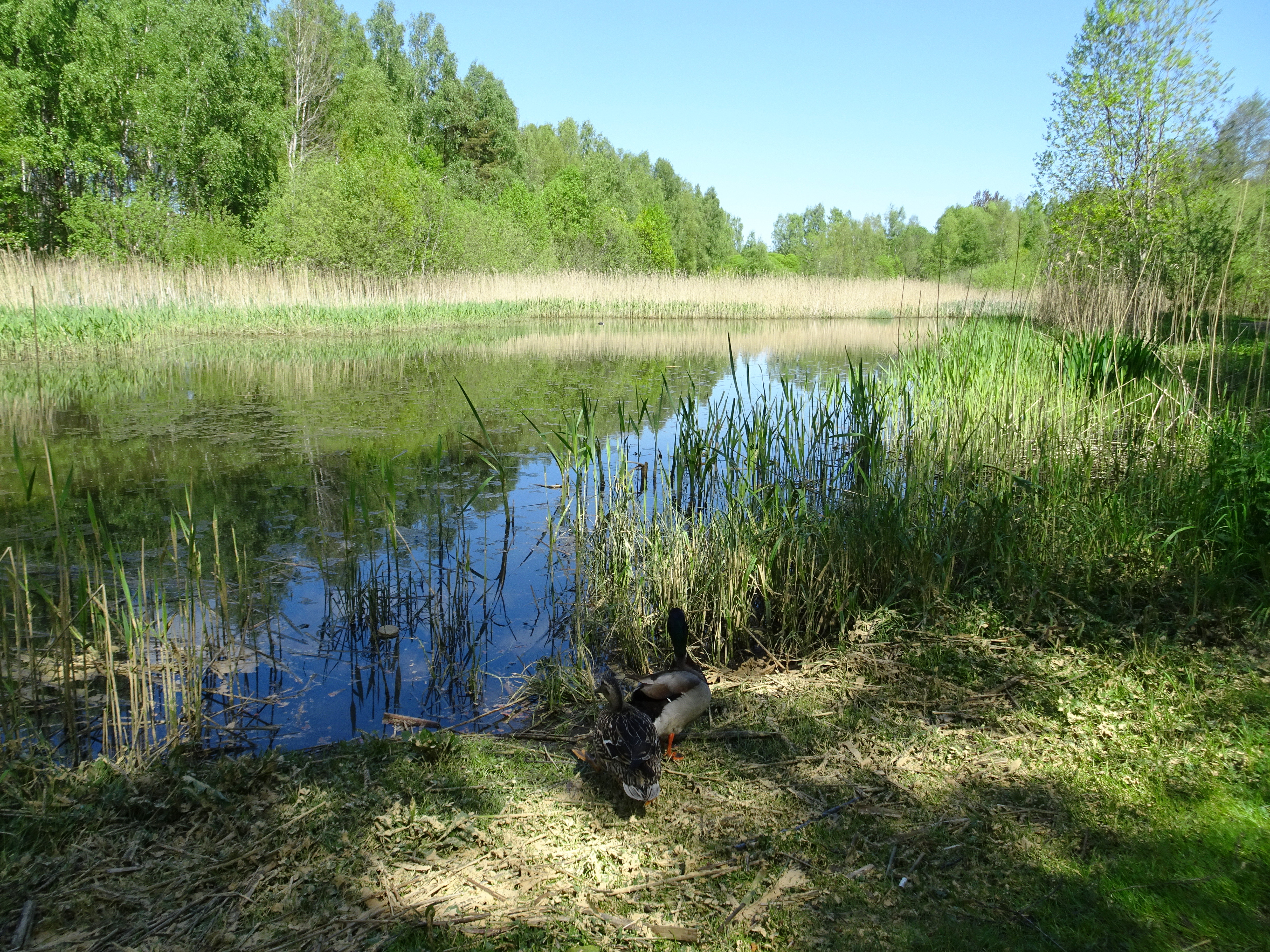
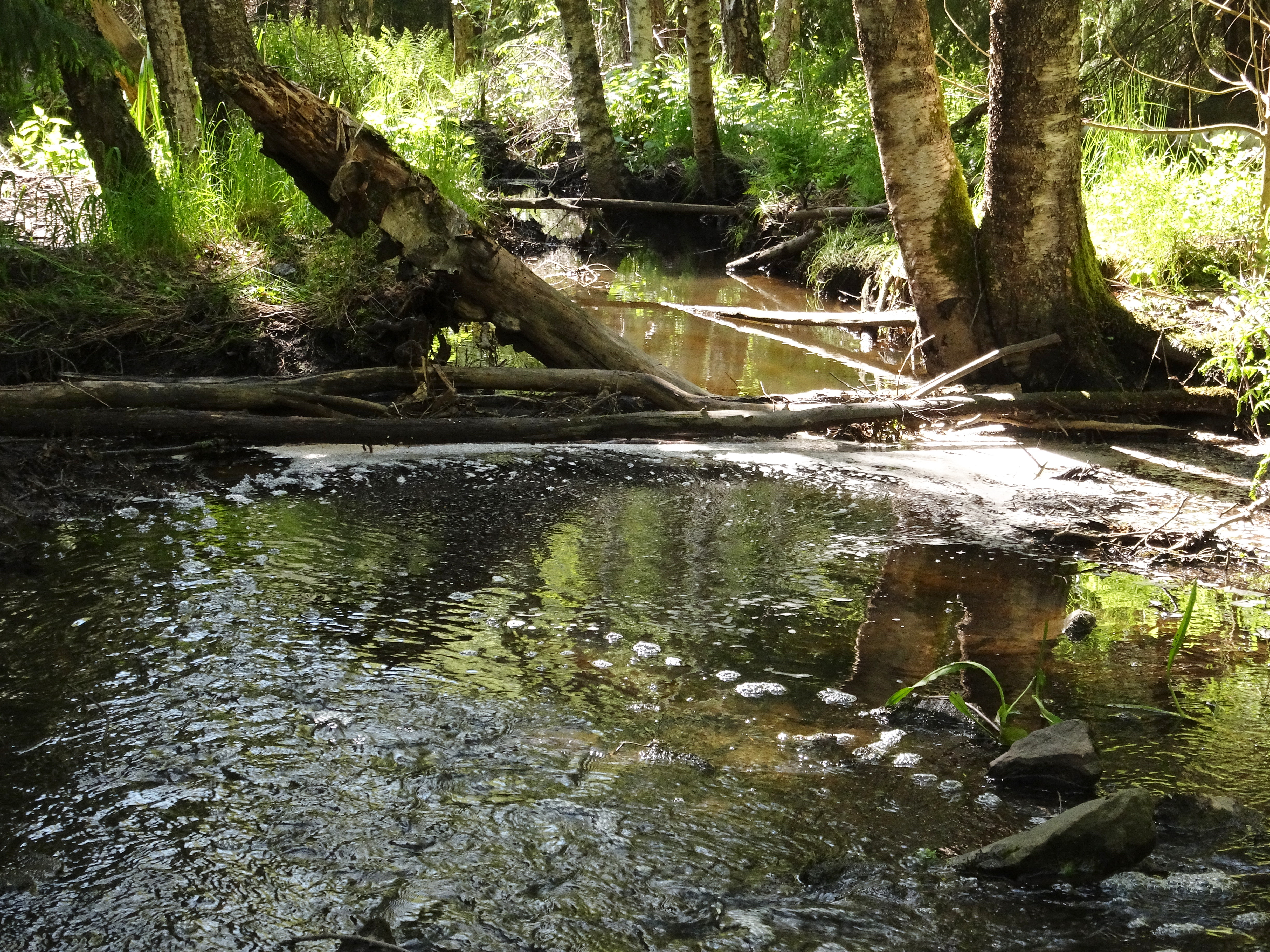